# Aja Šimokozuruová
Aja Šimokozuruová (japonsky 下小鶴 綾, * 7. června 1982 Kjóto) je bývalá japonská fotbalistka.

## Reprezentační kariéra
Za japonskou reprezentaci v letech 2004 až 2008 odehrála 28 reprezentačních utkání. Byla členkou japonské reprezentace i na Letních olympijských hrách 2004.

## Statistiky
| Japonsko | Japonsko | Japonsko |
| Roky     | Záp.     | Góly     |
| -------- | -------- | -------- |
| 2004     | 10       | 0        |
| 2005     | 5        | 0        |
| 2006     | 11       | 0        |
| 2007     | 1        | 0        |
| 2008     | 1        | 0        |
| Celkem   | 28       | 0        |

## Úspěchy

### Reprezentační
- Mistrovství Asie:  2008